# Alfred Jefferis Turner
Alfred Jefferis Turner, född 3 oktober 1861 i Guangzhou, Kina, död 29 december 1947 i Brisbane, Australien, var en australisk uppmärksammad amatörentomolog och barnläkare, som introducerade vaccinering mot difteri i Australien 1895. Han var son till missionären Frederick Storrs-Turner och känd under smeknamnet "Gentle Annie".
Auktorsnamnet Turner kan användas för Alfred Jefferis Turner i samband med ett vetenskapligt namn inom zoologin; se Wikipedia-artiklar som länkar till auktorsnamnet.

## Biografi
Turner var äldst av sex barn till Frederick Storrs-Turner och hans hustru Sophia Maria, född Harmer. Han utbildades i England vid Amersham Hall och City of London School och började 1878 medicinska studier vid University College, London.
Turner flyttade 1888 till Australien och började påföljande år arbeta som kirurg vid ett barnsjukhus i Brisbane, för att 1893 öppna en privatpraktik. Han var aktiv i Medical Society of Queensland och 1904 blev han ordförande för dess efterföljare, den statiga grenen av British Medical Association. Hans kliniska forskning och inflytande bidrog till att avsevärt minska barnadödligheten i Queensland. Skälen till detta var bland annat hans introduktion av vaccinering mot difteri (1895) och, tillsammans med J L Gibson, hans diagnostiserimg av hakmaskinducerad anemi (1892) och blyförgiftning (1897).
Under första världskriget reste Turner till England och anslöt sig till Royal Army Medical Corps. Han återvände till Brisbane efter vapenstilleståndet och blev chef för den centrala tuberkuloskliniken år 1927, där han tjänstgjorde till 1937 då han avslutade sin läkarbana.

### Entomologi
Vid sidan av sitt läkaryrke var Turner en hängiven amatörentomolog specialiserad på Lepidoptera och namngav 450 nya släkten och fyra nya familjer. Han blev ordförande i Entomological Society of Queensland 1930 och var medlem av flera andra lärda sällskap. Han efterlämnade sin samling av över 50 000 nattfjärilar till Council for Scientific and Industrial Research i Canberra. 

## Publikationer
Turner publicerade 240 artiklar i entomologiska och medicinska tidskrifter.